# Chthonius cerberus
Chthonius cerberus är en spindeldjursart som beskrevs av Beier 1938. Chthonius cerberus ingår i släktet Chthonius och familjen käkklokrypare. Inga underarter finns listade i Catalogue of Life.